# Psilopogon eximius
Megalaima eximia là một loài chim trong họ Megalaimidae.